# Der Hobbit: Smaugs Einöde
Der Hobbit: Smaugs Einöde (im Original The Hobbit: The Desolation of Smaug) ist ein neuseeländisch-US-amerikanischer Fantasyfilm des Regisseurs Peter Jackson und der zweite Teil einer dreiteiligen Verfilmung des Romans Der Hobbit von J. R. R. Tolkien aus dem Jahr 1937. Er ist die Fortsetzung von Der Hobbit: Eine unerwartete Reise. Bei den drei Teilen handelt es sich um Prequels von Peter Jacksons Trilogie Der Herr der Ringe.
Der Film spielt 60 Jahre vor Tolkiens Der Herr der Ringe und enthält einige Elemente dieses Romans. Der zweite Teil konzentriert sich auf den Drachen Smaug, der versucht, seinen Goldschatz gegen Bilbo Beutlin, die Zwerge und Gandalf zu verteidigen. Auf der Reise zum Erebor müssen die Reisenden einige Gefahren auf sich nehmen.
Die Premiere des Films in Deutschland wurde für den 12. Dezember 2013 angekündigt, startete aber in manchen deutschen Kinos schon am Mittwoch, dem 11. Dezember um kurz vor Mitternacht.

## Handlung

### Filmhandlung
Die Filmhandlung setzt ein Jahr vor den Ereignissen in Eine Unerwartete Reise in Form eines Rückblicks ein. Thorin Eichenschild, auf der Suche nach seinem verschollenen Vater Thráin, begegnet in der Ortschaft Bree im Gasthaus Zum Tänzelnden Pony dem Zauberer Gandalf, der ihn in seinem alten Beschluss bestärkt, seine frühere Heimat Erebor wieder zurückzuerobern. Dies geschieht jedoch nicht, wie Gandalf zugibt, aus uneigennützigen Gründen: Da er befürchtet, die Kräfte des Bösen könnten den Drachen Smaug, der einst die Zwerge von Erebor vertrieb, für ihre Zwecke gewinnen, sei er sehr am Tod des Drachen interessiert, damit wenigstens die östlichen Reiche weiterhin sicher bleiben. Durch Gandalfs Unterstützung ermutigt, sagt Thorin einer Expedition zum Einsamen Berg zu.
Zwölf Monate später: Trotz der Rettung durch die Großen Adler wird Thorins Gemeinschaft, darunter der Hobbit Bilbo Beutlin, weiterhin von Azog und seinen Orks gejagt. Am Rande des Nebelgebirges betreten sie das Revier von Beorn, einem Hautwechsler, der die Gestalt eines riesigen Bären annehmen kann. Nach einer ersten glimpflichen Begegnung mit seiner wilden Tiergestalt werden sie von Beorn bewirtet, da die Orks für den Tod seiner Sippe verantwortlich sind. Er rüstet sie auch mit neuen Ponys aus, mit denen sie den Düsterwald erreichen können. Azogs Orks werden durch die Präsenz Beorns von einem direkten Angriff auf die Zwerge abgehalten. Nur wenig später wird Azog von der unheilvollen Macht, die sich in der Ruinenfestung Dol Guldur zu regen beginnt, abberufen und überlässt die Jagd seinem Sohn Bolg.
Am Rande des Düsterwaldes lassen die Zwerge und Bilbo ihre Ponys zurück und bereiten sich darauf vor, den Wald zu durchqueren. Jedoch hat Gandalf in einem früheren Zusammentreffen eine Übereinkunft mit der Elbendame Galadriel getroffen: Er solle der wahren Natur des Nekromanten, dem Radagast der Braune vor kurzem in Dol Guldur begegnete, auf die Spur kommen, sollte sich herausstellen, dass der Große Feind, dessen Wiederkehr Gandalf so sehr fürchtet, hinter dessen Erscheinen steckt. Als er einen solchen Hinweis am Anfang des Elbenwegs, der durch den Düsterwald führt, vorfindet, trennt er sich von den Gefährten und reitet zu den Felsenhöhlen, in denen einst die Nazgûl eingesperrt wurden, nur um zusammen mit Radagast deren Grüfte leer vorzufinden. Als er daraufhin allein die Festung Dol Guldur betritt, um die Dunkle Macht zu bannen, begegnet er dort Azog, einer Armee von Orks und dem vor langer Zeit besiegten, aber wieder nahezu erstarkten Sauron, der Gandalf zu seinem Gefangenen macht und dann die Orks unter Azogs Führung in Marsch setzt.
Bilbo und die Zwerge beginnen ihre Reise durch den Düsterwald, doch die unheilvolle böse Aura, die den Wald heimgesucht und krank gemacht hat, verwirrt ihre Sinne, und so kommen sie vom sicheren Elbenpfad ab und verirren sich hoffnungslos. Als Bilbo versucht, die richtige Richtung wiederzufinden, wird die Gemeinschaft von riesigen Spinnen angegriffen und in deren Netze eingewickelt. Dank des magischen Rings, den er Gollum im Nebelgebirge hat abnehmen können, und seines Kurzschwerts – das bei dieser Gelegenheit seinen Namen Stich erhält – kann Bilbo sich und den Zwergen aus der Patsche helfen. Doch dann werden die Zwerge von den im Düsterwald ansässigen Waldelben (darunter Legolas, Sohn des hiesigen Elbenkönigs Thranduil, und Tauriel, die Anführerin der Grenzwachen) gefangen genommen. Thranduil bietet Thorin seine Unterstützung und die Freiheit im Austausch für einen Schatz an, der ihm vor dem Angriff Smaugs von den Zwergen angefertigt, letztendlich aber vorenthalten wurde (vgl. Extended Edition von Eine Unerwartete Reise). Thorin weigert sich wegen des damaligen Verrats der Elben, auf den Handel einzugehen, und so werden die Zwerge in den Kerkern der Elbenburg interniert. Doch trotz dieser unerfreulichen Begebenheit beginnen sich zarte Bande zwischen Kili, Thorins Neffen, und Tauriel zu entwickeln.
Bilbo aber, der sich dank seines Ringes in die Elbenfestung hineinschleichen konnte, gelingt es nicht nur, die Zwerge zu befreien, sondern auch einen Fluchtweg zu finden: Da die Elben regelmäßig Weinlieferungen von den Menschen der Seestadt Esgaroth beziehen, werden die zum Transport des Weines verwendeten Fässer über einen Fluss, der unter dem Kellergeschoss der Feste verläuft, nach ihrer Leerung wieder zur Stadt zurückbefördert. Über eine weitere Ladung solcher Fässer, die sie als Boote benutzen, gelingt der Gemeinschaft die Flucht, doch ihr Entkommen wird entdeckt und die Elben nehmen die Jagd auf die Flüchtigen auf. Ein plötzlicher Überfall durch Bolgs Orks, die den Zwergen in den Wald gefolgt sind, verschafft Thorin und seinen Gefährten eine willkommene Ablenkung, doch dabei wird Kili von einem Ork-Pfeil verletzt, bevor sie die Flucht fortsetzen können. Einer der Orks wird von den Elben gefangen genommen und verhört, worauf er Thranduil höhnend enthüllt, die Macht des Bösen stehe kurz davor, einen neuen Krieg in Mittelerde anzufachen. Als er erwähnt, dass Kili von einem verfluchten Pfeil getroffen wurde und ihm damit ein schleichender Tod droht, macht sich Tauriel kurzentschlossen auf und folgt den Zwergen zur Seestadt. Legolas folgt ihr kurze Zeit später und holt sie noch vor Erreichen der Seestadt ein.
Als Bilbo und die Zwerge nach einer rauen Flussfahrt den Langen See erreichen, treffen sie auf Bard, einen Bewohner von Esgaroth. Gegen Bezahlung schmuggelt er sie in die Stadt, die sich bereits nahe am Einsamen Berg befindet. Als er herausfindet, um wen es sich bei Thorin und seinen Begleitern handelt, will er sie allerdings nicht gehen lassen, da er im Glauben an eine alte Prophezeiung überzeugt ist, sie würden bei ihrer Unternehmung Smaug erwecken, welcher dann Esgaroth bedrohen würde. Die Zwerge entkommen ihm zuerst, werden anschließend aber bei einem Einbruch in die Waffenkammer der Stadt festgenommen. Durch die Aussicht auf neuen Reichtum im Falle des Erfolges der Unternehmung lässt sich der geldgierige Bürgermeister trotz aller Einwände Bards, der dem Bürgermeister ohnehin ein Dorn im Auge ist, davon überzeugen, die Zwerge gehen zu lassen. Jedoch bleiben Fili, Oin und Bofur (der die Abreise verschlafen hat) in Bards Haus in Esgaroth zurück, um sich um Kili zu kümmern, dem der Morgulpfeil die Kraft zu nehmen beginnt. Dort werden sie von Bolg und seinen Orks angegriffen, im letzten Moment aber von Tauriel und Legolas gerettet. Der Elbin gelingt es anschließend, Kilis tödliche Wunde zu heilen. Bard, der in seiner Befürchtung eines bevorstehenden Angriffs des Drachen die Verteidigung der Stadt vorbereiten will, wird vom Bürgermeister daran gehindert und als Unruhestifter inhaftiert.
Thorin setzt mit dem Rest seiner Gruppe seine Reise fort, und sie erreichen bald, entgegen der Anweisung Gandalfs, auf ihn zu warten, den Einsamen Berg, wo Bilbo nach einem anfänglichen Misserfolg der Zwerge bei der Suche nach einer verborgenen Zugangstür den Eingang doch noch entdeckt. Bilbo wird in seiner Funktion als „Meisterdieb“ in den Berg geschickt, wo er den Arkenstein finden soll, der Thorins Herrschaftsanspruch als „König unter dem Berge“ legitimieren soll. Bei seiner Suche weckt Bilbo jedoch den Drachen Smaug, der sich zunächst mit dem Hobbit ein Katz-und-Maus-Spiel in den Hallen des Zwergenreiches liefert. Als die Zwerge ihrem Freund zu Hilfe kommen wollen, schneidet ihnen der Drache den Rückzug durch die Geheimtür ab, und so flüchten die Gefährten weiter in die Tiefen des Erebor hinein. Sie nehmen die alte Zwergenschmiede in Betrieb, um Smaug mit einer Ladung flüssigen Goldes den Garaus zu machen, doch der Drache überlebt das Bad im heißen Gold. Inmitten der Verfolgungsjagd ist Smaug auf den Gedanken gekommen, sich an den Menschen der Seestadt wegen deren Unterstützung der Zwerge zu rächen. Trotz der Bemühungen Bilbos und der Zwerge, den Drachen aufzuhalten, entkommt Smaug aus dem Berg und fliegt unter Bilbos hilflosem Blick in Richtung Esgaroth.

### Unterschiede zum Buch
Die Handlung wurde wie bereits im ersten Teil der Filmreihe um einige Elemente erweitert, um die nur etwa 300 Seiten lange Vorlage auf drei Filme strecken zu können. Während die Ergänzungen im ersten Film größtenteils aus anderen Werken Tolkiens entnommen wurden, gehen in Smaugs Einöde deutlich größere Anteile der Geschichte über die Schilderungen der literarischen Vorlagen hinaus: So kommt die Elbin Tauriel in den Werken Tolkiens nicht vor und auch das Auftauchen von Legolas in dieser Geschichte ist eine Erfindung der Drehbuchautoren. Auch ein großer Teil der Kampfszenen und Verfolgungsjagden werden in der literarischen Vorlage nicht beschrieben.
Viele Aspekte wurden gegenüber dem Buch stärker ausgearbeitet. So unterscheiden sich die Zwerge in ihrer Persönlichkeit sehr deutlich, während sich in der Vorlage nur Thorin und Balin von dem Rest der Gruppe abheben. Bard bekommt eine Hintergrundgeschichte und eine Familie, von der bei Tolkien lediglich der Sohn Bard in einer Ahnentafel auftaucht.
Die Ereignisse um Dol Guldur wurden von Tolkien nur im Herrn der Ringe beschrieben, während Gandalf in der Vorlage zum Hobbit nur Andeutungen dazu macht, welche wichtigen Aufgaben ihn davon abhalten, den Zwergen eine größere Hilfe zu sein. Auch das Treffen zwischen Gandalf und Thorin in Bree entstammt den Anhängen von Der Herr der Ringe.
Einige Aspekte im Film entstammen Entwürfen von Tolkien, die nicht in seinem finalen Buch umgesetzt wurden. So hatte auch Tolkien mit dem Gedanken gespielt, dass Fili oder Kili in der Mitte der Geschichte verletzt oder entführt werden könnte, entschied sich schließlich aber dagegen.
Neben den inhaltlichen Ergänzungen wurden auch einige Veränderungen gegenüber der Vorlage vorgenommen. So verlässt die Gruppe im Buch die Wege des Düsterwalds, um etwas zu essen zu finden. Im Film verwirrt der Wald ihre Sinne und deshalb kommen sie vom Weg ab. Der Arkenstein ist in Der Hobbit nicht mehr als ein besonders prächtiges Juwel, während er in der Verfilmung eine Wichtigkeit einnimmt, die im Tolkien-Universum sonst nur den Silmaril und dem Einen Ring vorbehalten sind. Dementsprechend soll Bilbo im Film vor allem den Arkenstein bekommen, während er im Buch so viel vom Schatz stehlen soll, wie er kann.

## Hintergrund
Als Regisseur war ursprünglich Guillermo del Toro vorgesehen, während Peter Jackson als Produzent fungieren sollte. Wegen Verzögerungen, die durch finanzielle Probleme der Produktionsfirma Metro-Goldwyn-Mayer verursacht wurden, verließ del Toro das Filmprojekt im Mai 2010, was dazu führte, dass Jackson daraufhin als sein Nachfolger angekündigt wurde.

### Dreharbeiten
Das Drehbuch zur Trilogie wurde von Peter Jackson und seinen langjährigen Mitarbeitern Fran Walsh, Philippa Boyens und Guillermo del Toro verfasst. Da die Handlung der Filme zunächst in die beiden Filme Der Hobbit: Eine unerwartete Reise und Der Hobbit: Die Schlacht der Fünf Heere geteilt werden sollte, erfolgten die Dreharbeiten von Der Hobbit: Smaugs Einöde zusammen mit denen des ersten Teils; sie begannen am 21. März 2011 und endeten nach 266 Drehtagen am 6. Juli 2012. Nachdrehs, bei denen auch noch Szenen des zweiten Films gedreht wurden, begannen am 20. Mai 2013 und endeten am 26. Juli.
Die für die Produktion Hauptverantwortlichen waren New Line Cinema, Peter Jacksons Unternehmen WingNut Films und Metro-Goldwyn-Mayer (MGM); Warner Bros. ist für die weltweite Vermarktung und Verbreitung des Films zuständig. Über das Projektbudget wurden keine offiziellen Angaben veröffentlicht; es wird auf 240 Millionen bis über 300 Millionen US-Dollar geschätzt.

### Filmmusik
Die Filmmusik der Hobbit-Trilogie wurde, wie bereits bei der Der-Herr-der-Ringe-Trilogie, von Howard Shore komponiert. Die Aufnahmen dazu entstehen in der Townhall in Wellington von dem New Zealand Symphony Orchestra. Der Titelsong des Films wird von Singer-Songwriter Ed Sheeran interpretiert und trägt den Namen I See Fire. Er wurde am 5. November 2013 auf iTunes veröffentlicht.

### Deutscher Filmtitel
Am 17. Dezember 2012 veröffentlichte Warner Bros. in einer Pressemitteilung den deutschen Titel des Films. Er sollte den Namen Der Hobbit: Die Einöde von Smaug tragen. Neben einigen Reaktionen von Fans, die die Namensgebung als „einfallslos“ und „langweilig“ bezeichneten, meldete sich auch Julian Eilmann, Deutschlehrer und damaliges Vorstandsmitglied der Deutschen Tolkien Gesellschaft, in einem offenen Brief und teilte mit, dass der Titel einen grammatikalischen Fehler beinhalte. Da es sich bei dem Drachen Smaug um eine Person (in Form eines Drachen) handle, müsste der Filmtitel Die Einöde des Smaug lauten. Als Reaktion darauf gab Warner Bros. im März 2013 bekannt, dass der Filmtitel eine Namensänderung erfahre. Er wurde schließlich grammatikalisch richtig auf Der Hobbit: Smaugs Einöde festgesetzt.

## Besetzung und Synchronisation
Die deutsche Synchronfassung wurde durch die Film- & Fernseh-Synchron GmbH (FFS) erstellt. Nach dem Tod von Achim Höppner, dem Sprecher von Gandalf, im Jahr 2006, wurde in Eckart Dux ein Ersatzmann gefunden. Andy Serkis, der im ersten Teil noch als Gollum zu sehen war, tritt nicht mehr auf. Die im zweiten Teil neue Rolle des Smaug mimt der britische Schauspieler Benedict Cumberbatch.
Der Zöllner Percy trägt in der deutschen Fassung des Films den Namen ‚Peredur‘.
| Figur                      | Darsteller           | Deutscher Sprecher |
| -------------------------- | -------------------- | ------------------ |
| Bilbo Beutlin              | Martin Freeman       | Manuel Straube     |
| Gandalf                    | Ian McKellen         | Eckart Dux         |
| Thorin Eichenschild        | Richard Armitage     | Torben Liebrecht   |
| Balin                      | Ken Stott            | Alexander Pelz     |
| Dwalin                     | Graham McTavish      | Tilo Schmitz       |
| Óin                        | John Callen          | Lutz Schnell       |
| Glóin                      | Peter Hambleton      | Uli Krohm          |
| Kíli                       | Aidan Turner         | Stefan Günther     |
| Fíli                       | Dean O’Gorman        | Tim Knauer         |
| Dori                       | Mark Hadlow          | Tobias Lelle       |
| Nori                       | Jed Brophy           | Hans-Georg Panczak |
| Ori                        | Adam Brown           | Nic Romm           |
| Bifur                      | William Kircher      | —                  |
| Bofur                      | James Nesbitt        | Michael Lott       |
| Bombur                     | Stephen Hunter       | —                  |
| Radagast                   | Sylvester McCoy      | Erich Ludwig       |
| Galadriel                  | Cate Blanchett       | Dörte Lyssewski    |
| Thranduil                  | Lee Pace             | Jaron Löwenberg    |
| Legolas                    | Orlando Bloom        | Philipp Moog       |
| Tauriel                    | Evangeline Lilly     | Ranja Bonalana     |
| Thráin II. (alt) a         | Antony Sher          | Bert Franzke       |
| Galion                     | Craig Hall           | Alex Turrek        |
| Beorn                      | Mikael Persbrandt    | David Nathan       |
| Bard                       | Luke Evans           | Dominik Auer       |
| Bain                       | John Bell            | Patrick Roche      |
| Sigrid                     | Peggy Nesbitt        | Friederike Walke   |
| Tilda                      | Mary Nesbitt         | Lucy Fandrych      |
| Bürgermeister von Esgaroth | Stephen Fry          | Alexander Duda     |
| Alfrid                     | Ryan Gage            | Axel Malzacher     |
| Braga                      | Mark Mitchinson      | Olaf Reichmann     |
| Peridur (Percy)            | Nick Blake           | Thomas Darchinger  |
| Hilda Blanca               | Sarah Peirse         | Dorothea Anzinger  |
| Azog                       | Manu Bennett         | —                  |
| Fimbul                     | Stephen Ure          | —                  |
| Narzug                     | Ben Mitchell         | Jan Odle           |
| Spinne 1                   | Peter Vere-Jones     | Kai Taschner       |
| Spinne 2                   | Brian Sergent        | Michael Pan        |
| Wirt Butterblume           | Richard Whiteside    | Gerhard Acktun     |
| Betsy Butterblume          | Katie Jackson        | Maresa Sedlmeir    |
| Nekromant                  | Benedict Cumberbatch | —                  |
| Smaug                      | Benedict Cumberbatch | Sascha Rotermund   |

## Veröffentlichung

### Marketing
Zum DVD- und Blu-ray-Start des ersten Teils der Trilogie startete Regisseur Peter Jackson eine Aktion mit dem Online-Versandhandel Amazon. Wenn man bis einschließlich 22. März 2013 eine DVD oder Blu-ray-Disc bei Amazon vorbestellte, bekam man einen Zugangscode, mit dem es möglich war, Peter Jackson am 24. März in einer ca. 60-minütigen Live-Videosession zu sehen, wie er Teile des neuen Films zeigte und Hintergrundinformationen verriet. Durch das Event führte Jed Brophy, Darsteller des Zwergs Nori, der zusammen mit Peter Jackson einen Rundgang durch die Filmstudios in Wellington machte und dabei auf mehrere Mitglieder der Crew und verschiedene Darsteller stieß. Weiter wurden Fragen von Fans beantwortet und Charaktere vorgestellt, die im zweiten Film ihren ersten Auftritt haben. Am 28. März wurde eine gekürzte Version des Videos im Internet veröffentlicht. Zusätzlich wurde bei YouTube am 1. April ein sechsminütiger Ausschnitt veröffentlicht. Am 11. Juni 2013 wurde der erste Trailer des Films veröffentlicht. Am 4. November 2013 fand in vier verschiedenen Städten der Welt zeitgleich ein Online-Fan-Event statt, bei dem jeweils ein Moderator und ein oder mehrere Cast- bzw. Crewmitglieder über die Filmhandlung sprachen und dabei exklusive Szenen enthüllten.
| Ort                           | Ort           | Ort            | Beteiligte Personen | Beteiligte Personen                  |
| Platz                         | Stadt         | Land           | Moderator           | Gäste                                |
| ----------------------------- | ------------- | -------------- | ------------------- | ------------------------------------ |
| AMC Lincoln Square            | New York City | USA            | Anderson Cooper     | Richard Armitage und Orlando Bloom   |
| Pacific Theatres at the Grove | Los Angeles   | USA            | Anthony Breznican   | Evangeline Lilly                     |
| Odeon West End                | London        | Großbritannien | Edith Bowman        | Andy Serkis, Lee Pace und Luke Evans |
| Embassy Theater               | Wellington    | Neuseeland     | Jed Brophy          | Peter Jackson                        |

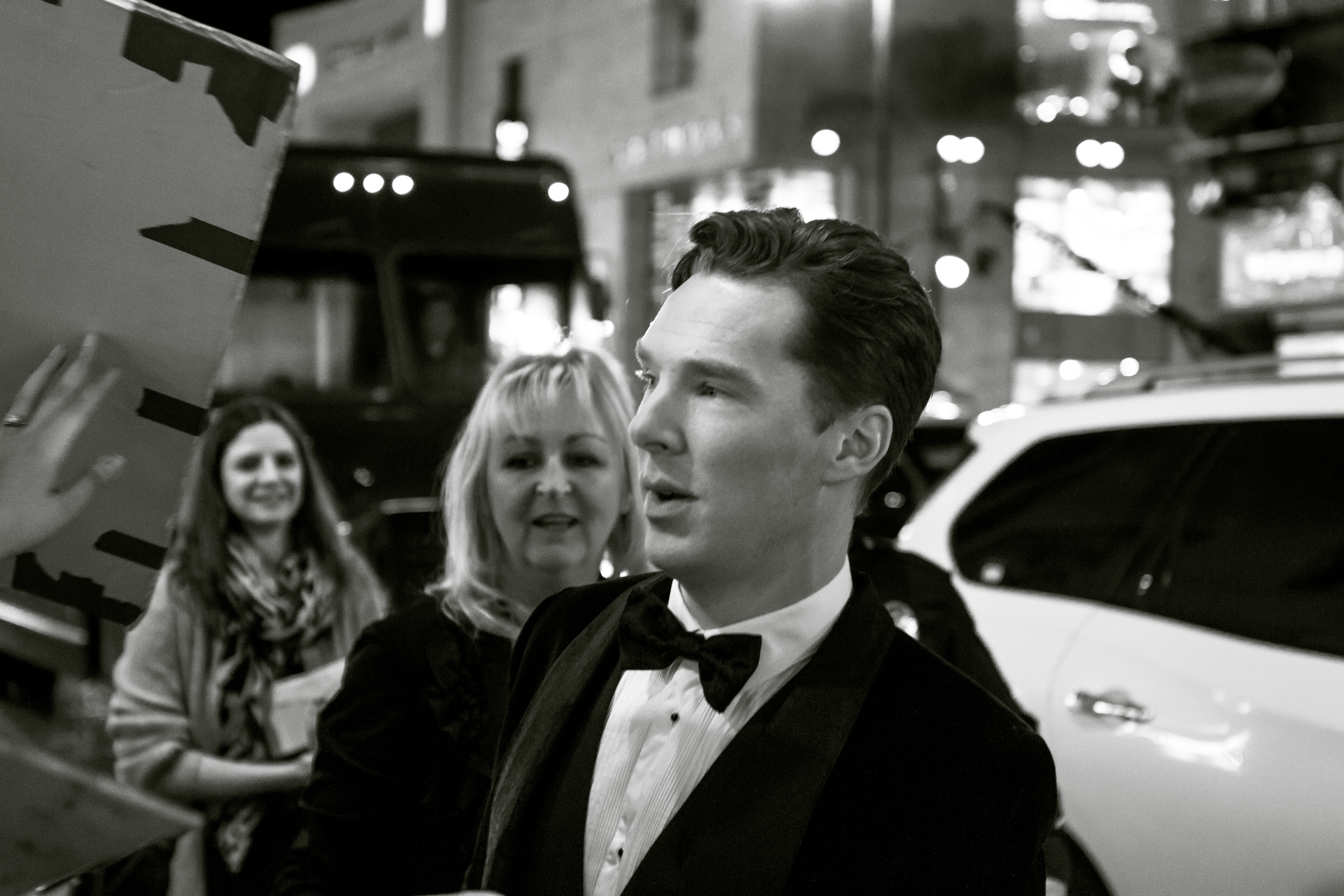
Benedict Cumberbatch bei der Weltpremiere in Los Angeles am 2. Dezember 2013.

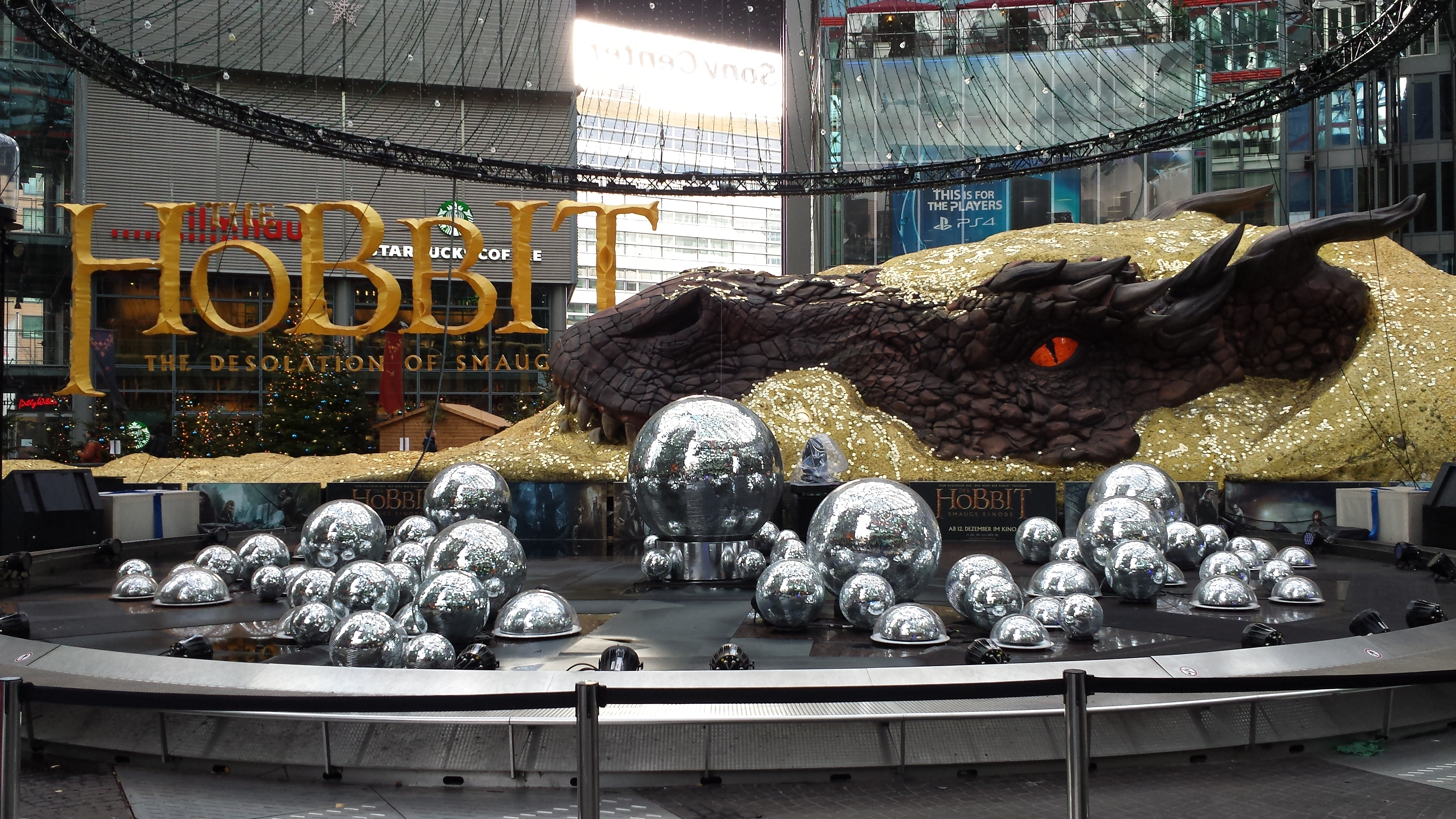
Eine Smaug-Skulptur im Sony Center in Berlin bei der Europapremiere von Der Hobbit: Smaugs Einöde.

Dieses Live-Event wurde neben einem Online-Stream auch in verschiedene Kinos übertragen, darunter in das Cinemaxx Hamburg Dammtor in Hamburg.

### Premiere
| Internationale Veröffentlichungen von Der Hobbit: Smaugs Einöde | Internationale Veröffentlichungen von Der Hobbit: Smaugs Einöde | Internationale Veröffentlichungen von Der Hobbit: Smaugs Einöde |
| Land                                                            | Filmtitel                                                       | Premiere                                                        |
| --------------------------------------------------------------- | --------------------------------------------------------------- | --------------------------------------------------------------- |
| Norwegen                                                        | Hobbiten: Smaugs ødemark                                        | 10. Dez. 2013                                                   |
| Belgien                                                         | Le Hobbit: La désolation de Smaug                               | 11. Dez. 2013                                                   |
| Dänemark                                                        | Hobbitten: Dragen Smaugs ødemark                                | 11. Dez. 2013                                                   |
| Finnland                                                        | Hobitti: Smaugin autioittama maa                                | 11. Dez. 2013                                                   |
| Frankreich                                                      | Le Hobbit: La désolation de Smaug                               | 11. Dez. 2013                                                   |
| Niederlande                                                     | De Hobbit: de Woestenij van Smaug                               | 11. Dez. 2013                                                   |
| Schweden                                                        | Hobbit: Smaugs ödemark                                          | 11. Dez. 2013                                                   |
| Ägypten                                                         |                                                                 | 12. Dez. 2013                                                   |
| Argentinien                                                     | El Hobbit: La desolación de Smaug                               | 12. Dez. 2013                                                   |
| Chile                                                           | El Hobbit: La desolación de Smaug                               | 12. Dez. 2013                                                   |
| Deutschland                                                     | Der Hobbit: Smaugs Einöde                                       | 12. Dez. 2013                                                   |
| Griechenland                                                    | The Hobbit: The Desolation of Smaug                             | 12. Dez. 2013                                                   |
| Israel                                                          |                                                                 | 12. Dez. 2013                                                   |
| Italien                                                         | Lo Hobbit – La desolazione di Smaug                             | 12. Dez. 2013                                                   |
| Hongkong                                                        | 哈比人: 荒谷惡龍                                                | 12. Dez. 2013                                                   |
| Kroatien                                                        | Hobit: Šmaugovo pustošenje                                      | 12. Dez. 2013                                                   |
| Mazedonien                                                      |                                                                 | 12. Dez. 2013                                                   |
| Neuseeland                                                      | The Hobbit: The Desolation of Smaug                             | 12. Dez. 2013                                                   |
| Österreich                                                      | Der Hobbit – Smaugs Einöde                                      | 12. Dez. 2013                                                   |
| Peru                                                            | El Hobbit: La desolación de Smaug                               | 12. Dez. 2013                                                   |
| Portugal                                                        | O Hobbit: A Desolação de Smaug                                  | 12. Dez. 2013                                                   |
| Singapur                                                        | 哈比人: 荒谷惡龍                                                | 12. Dez. 2013                                                   |
| Südkorea                                                        |                                                                 | 12. Dez. 2013                                                   |
| Thailand                                                        | เดอะ ฮอบบิท: ดินแดนเปลี่ยวร้างของสม็อค                                | 12. Dez. 2013                                                   |
| Ungarn                                                          | A hobbit: Smaug pusztasága                                      | 12. Dez. 2013                                                   |
| Brasilien                                                       | O Hobbit: A Desolação de Smaug                                  | 13. Dez. 2013                                                   |
| Bulgarien                                                       | Хобит: Пущинакът на Смог                                        | 13. Dez. 2013                                                   |
| Estland                                                         | Kääbik: Smaugi kõledus                                          | 13. Dez. 2013                                                   |
| Vereinigtes Königreich                                          | The Hobbit: The Desolation of Smaug                             | 13. Dez. 2013                                                   |
| Irland                                                          | The Hobbit: The Desolation of Smaug                             | 13. Dez. 2013                                                   |
| Indien                                                          |                                                                 | 13. Dez. 2013                                                   |
| Indonesien                                                      | The Hobbit: The Desolation of Smaug                             | 13. Dez. 2013                                                   |
| Kanada                                                          | The Hobbit: The Desolation of Smaug                             | 13. Dez. 2013                                                   |
| Litauen                                                         |                                                                 | 13. Dez. 2013                                                   |
| Mexiko                                                          | El Hobbit: La desolación de Smaug                               | 13. Dez. 2013                                                   |
| Rumänien                                                        |                                                                 | 13. Dez. 2013                                                   |
| Slowenien                                                       |                                                                 | 13. Dez. 2013                                                   |
| Spanien                                                         | El Hobbit: La desolación de Smaug                               | 13. Dez. 2013                                                   |
| Südafrika                                                       | The Hobbit: The Desolation of Smaug                             | 13. Dez. 2013                                                   |
| Taiwan                                                          | 哈比人: 荒谷惡龍                                                | 13. Dez. 2013                                                   |
| Türkei                                                          | Hobbit: Smaug’un Viranesi                                       | 13. Dez. 2013                                                   |
| Vereinigte Staaten                                              | The Hobbit: The Desolation of Smaug                             | 13. Dez. 2013                                                   |
| Venezuela                                                       |                                                                 | 13. Dez. 2013                                                   |
| Russland                                                        | Хоббит: Пустошь Смауга                                          | 19. Dez. 2013                                                   |
| Kolumbien                                                       | El Hobbit: La desolación de Smaug                               | 20. Dez. 2013                                                   |
| Australien                                                      | The Hobbit: The Desolation of Smaug                             | 26. Dez. 2013                                                   |
| Island                                                          | The Hobbit: An Unexpected Journey                               | 26. Dez. 2013                                                   |
| Polen                                                           | Hobbit: Smocze pustkowie                                        | 27. Dez. 2013                                                   |
| Japan                                                           | ホビット スマウグの荒らし場                                     | 28. Feb. 2014                                                   |
| Serbien                                                         | Hobit: Šmaugovo pustošenje                                      |                                                                 |

In einem Vertrag zwischen den Filmstudios und der neuseeländischen Regierung wurde vereinbart, eine der Weltpremieren der dreiteiligen Hobbit-Verfilmung in Wellington stattfinden zu lassen. Da dort bereits der erste Hobbit-Film gezeigt wurde, fand die Premiere für den zweiten Teil am 2. Dezember 2013 in Los Angeles statt.
Die Europapremiere war am 9. Dezember 2013 im Sony Center in Berlin.

### Einspielergebnisse
Bis zum 31. Dezember 2024 erzielte der Film Gesamteinnahmen in Höhe von 958,4 Mio. US-Dollar (876,8 Mio. Euro; 836,9 Mio. Schweizer Franken), davon 258,4 Mio. US-Dollar (238,5 Mio. Euro; 227,6 Mio. Schweizer Franken) in Nordamerika.
Bereits am Startwochenende spielte Der Hobbit: Smaugs Einöde weltweit 204,875 Mio. US-Dollar (189,3 Mio. Euro; 180,6 Mio. Schweizer Franken) ein, also rund 20 Mio. weniger als sein Vorgänger.
In der Liste der weltweit erfolgreichsten Filme aller Zeiten belegt Der Hobbit: Smaugs Einöde derzeit Platz 64 (Stand: 31. Dezember 2024).
Deutschland
Am Startwochenende (12. bis 15. Dezember 2013) sicherte sich Smaugs Einöde wie auch Eine unerwartete Reise den 1. Platz der Kinocharts und lockte durch 1,16 Mio. Zuschauer und 13,3 Mio. Euro (16,1 Mio. Schweizer Franken) sogar fast 100.000 Kinogänger mehr in die Kinos; zum ersten Teil wurden 1,08 Mio. gemessen. Im kompletten Filmjahr 2013 war nur Hangover 3 am Startwochenende erfolgreicher. Mit 930.000 Zuschauern und rund 10 Mio. € Umsatz blieb der Film auch am zweiten Wochenende auf Platz 1 der Charts. Kein anderer Film spielte 2013 an seinem zweiten Wochenende mehr Geld in die Kassen.
Nordamerika
Mit insgesamt 73,645 Mio. US-Dollar (68 Mio. Euro; 64,9 Mio. Schweizer Franken) schaffte es der Film bis an die Spitze der Kinocharts. Smaugs Einöde erzielte die zweithöchsten Mitternachtseinspielergebnisse im Monat Dezember aller Zeiten; nur vom Vorgänger wurde der Film übertroffen.

### Zuschauerzahlen
Im Jahr 2013 wurden bundesweit 4.517.069 Besucher an den deutschen Kinokassen gezählt, womit der Film den 2. Platz der meistbesuchten Filme des Jahres belegte. Bis zum 12. Januar 2014 wurde der Film in Deutschland 5.832.036 mal gesehen.

## Rezeption

### Kritiken
Smaugs Einöde erhielt ein besseres Presseecho als sein Vorgänger, was sich auch in den Auswertungen US-amerikanischer Aggregatoren widerspiegelt. So erfasst Rotten Tomatoes überwiegend positive Besprechungen und ordnet den Film dementsprechend als „Zertifiziert Frisch“ ein. Laut Metacritic fallen die Bewertungen im Mittel „Grundsätzlich Wohlwollend“ aus.

„Mit Smaugs Einöde […] laufen Jackson und sein Team zu alter Herr der Ringe-Form auf. Und das liegt nicht nur an einer wohltuenden Stringenz der Handlung und viel beeindruckender Action, […] sondern vor allem an den aus der Not des Materialmangels geborenen Änderungen und Ergänzungen der Tolkien-Vorlage.“

Peter Travers vom Rolling Stone sah den maßgeblichen Grund dafür bei Smaug dem Drachen:

„Smaugs Einöde ist nicht so lang und nicht so langweilig. Denn […] Smaug ist ein verdammtes Wunder glitschigen Schreckens. Und Benedict Cumberbatch verleiht ihm die passende Stimme. […] Wie zuvor gibt es tonnenweise Leerlauf. […] Aber, oh dieser Drache. Ich würde noch einen Gewaltmarsch durch Mittelerde ertragen, nur um noch mehr Zeit mit Smaug zu verbringen.“

Während die MovieMaze-Redaktion weiterhin eher verhalten blieb, konstatierte auch Sonja Hartl von Spielfilm.de eine Verbesserung gegenüber dem ersten Teil.

„Der Hobbit: Smaugs Einöde ist besser als sein Vorgänger, da sich die hinzugefügten Figuren gut einordnen und er insgesamt düsterer ist. Ein Meisterwerk ist der Film indes nicht.“

Die Jury der Deutsche Film- und Medienbewertung (FBW) beurteilt den Film wie folgt:

„Der zweite Teil der Hobbit-Trilogie ist dramaturgisch dichter als sein Vorgänger. Aber auch hier bleibt jenes grundsätzliche Problem ungelöst, dass aus der schmalen literarischen Vorlage drei Filme mit Überlänge gepresst werden. So geht einiges vom Charme des Buches verloren. […] Die Mischung aus computergenerierten Figuren und realen Schauspielern verläuft noch nahtloser als in den vorherigen Filmen und Smaug ist wohl der lebendigste und bedrohlichste Drache, den man bisher auf einer Leinwand gesehen hat. Sein ‚Duell‘ mit Bilbo Beutlin ist eindeutig der Höhepunkt des Films, denn hier kommen die spektakulären Spezialeffekte, die raffinierten Dialoge und das ausdrucksreiche Spiel der Filmfiguren am besten zusammen. […] In Smaugs Einöde werden auch die Persönlichkeiten der einzelnen Zwerge viel deutlicher gezeichnet als im ersten Teil. Erzählstränge wie die Romanze zwischen einer Elbin und einem Zwerg sowie der Konflikt zwischen dem korrupten Bürgermeister von Seestadt und Bard dem Bogenschützen werden so geschickt erzählt, dass sie ihre eigene Spannung aufbauen, aber nie zu sehr von der zentralen Geschichte ablenken. Die Orks wirken dagegen an manchen Stellen wie dramaturgische Füllmasse, die scheinbar beliebig für Spannungsmomente sorgen, aber die Geschichte nicht wirklich weiterbringen oder vertiefen.“

Ulrich Greiner, Redakteur der Zeit, vermutet im hohen Maß an Filmtechnik einen Ausgleich für fehlende Handlungsdichte:

„Den Hobbit erzählt Tolkien spielerisch, mit leichter Hand. Peter Jackson jedoch lässt die Muskeln spielen und knirscht dabei mit den Zähnen. Er überfrachtet den Film mit dem Pathos der Bedeutung. Weil die Geschichte das nicht hergibt, donnert er mit Effekten und schüttet die Wundertüte digitaler Technik über uns aus.“

### Auszeichnungen und Nominierungen
Der Titelsong des Films, I See Fire, wurde für einen Satellite Award in der Kategorie „Bester Filmsong“ nominiert. Für die Verleihung des Critics’ Choice Movie Award wurde der Film im Jahr 2013 in den Kategorien „Bestes Szenenbild“, „Beste Kostüme“, „Bestes Make-up“, „Beste visuelle Effekte“ und „Beste Darstellerin in einem Actionfilm“ nominiert, gewann aber keinen der Preise.
Bei der Oscarverleihung 2014 erhielt der Film Nominierungen in den Kategorien Visuelle Effekte, Ton und Tonschnitt, konnte sich aber nicht gegen die Mitnominierten durchsetzen.